# MAdCAM-1
A mucosalis vascularis sejtadhéziós adresszin 1 (MAdCAM-1) a MADCAM1 gén által kódolt fehérje. A kódolt fehérje endotél sejtadhéziós molekula, mely elsősorban a leukocita-β7-integrin LPAM1-gyel (α4 / β7), L-szelektinnel és VLA-4-gyel (α4 / β1) kölcsönhat mieloid sejteken a leukociták mucosalis és gyulladásos szövetekbe irányításához. Az immunglobulin-szupercsalád tagja, és az ICAM-1-hez és a VCAM-1-hez hasonlít.

## Nevezéktan
Az adresszin kevéssé használt fogalom a limfocita-irányítással kapcsolatos, a limfociták vérből való ki- és nyirokcsomóba való belépésének erősen endotél venulákban (HEV) gyakori adhéziós molekulák csoportjára. Az adresszinek a limfociták irányítóreceptorainak ligandumai. A ligandumok és receptoraik határozzák meg, mely szövetbe menjen a limfocita. Szénhidrátokat is szállítanak, hogy az L-szelektin felismerje. Az adresszinek fizikailag kötnek a mozgó limfocitákhoz a HEV-ekhez való szállításért. Gyakran adresszinnek nevezett anyagok a CD34 és a GlyCAM-1 a HEV-eken, valamint a MAdCAM-1 a bél endotél sejtjeiben.

## Funkció
A MAdCAM-1-et csak mucosalis endotél sejtek expresszálják, a memória-T-sejtek recirkulációját erősítik a mucosalis szöveteken át. Ezzel szemben az ICAM-ek a naiv T-sejtek recirkulációjában vesznek részt. Míg a MAdCAM-1-et szelektíven, az ICAM-et a gyulladt endotélium széles körben expresszálja.

## Perifériáscsomó-adresszinek
A perifériáscsomó-adresszinek olyan glikoproteinek, limfocita-irányító receptorok perifériás nyirokcsomók HEV-ein expresszált ligandumai. E fehérjék együtt kötnek az L-szelektinhez a limfociták, például érett naiv B- és T-sejtek nyirokcsomóba irányításához. A másodlagos limfoid szervek fejlődése során a PNAd-expresszió erősödik a MAdCAM-1-erősítés, majd -gyengülés után a HEV-eken. A PNAd- és MAdCAM-1-expresszió a limfotoxinjelzéstől függ a nyirokcsomók HEV-ein.

## Klinikai jelentőség
A gyulladásos bélbetegségekben a MAdCAM-1-et túlexpresszálhatják a bélnyálkahártya és a bélasszociált limfoid szövet sejtjei, túlzott gyulladást okozva a bélben. Lehetséges terápiás célpont ezek kezelésére a sejtek által expresszált és limfocitákat behozó MAdCAM-1. Lehetséges terápia lehet a teljesen humán monoklonális antitest ontamalimab, mely a MAdCAM-1-et célozza és köti meg, megakadályozva a limfociták felszínén való integrinekkel a kölcsönhatást.

## Fordítás
Ez a szócikk részben vagy egészben  az   Addressin című angol Wikipédia-szócikk ezen változatának fordításán alapul.  Az eredeti cikk szerkesztőit annak laptörténete sorolja fel. Ez a jelzés csupán a megfogalmazás eredetét és a szerzői jogokat jelzi, nem szolgál a cikkben szereplő információk forrásmegjelöléseként.